# Handball-Gauliga Niederrhein
Die Handball-Gauliga Niederrhein (ab 1939: Handball-Bereichsklasse Niederrhein) war eine der obersten deutschen Feldhandball-Ligen in der Zeit des Nationalsozialismus. Sie bestand von 1933 bis 1945.

## Geschichte
Vorgänger der Handball-Gauliga Niederrhein war die Westdeutsche Feldhandball-Meisterschaft, welche vom Westdeutschen Spiel-Verband (WSV) ausgetragen wurde und dessen Sieger sich für die von der Deutsche Sportbehörde für Leichtathletik organisierte Deutsche Feldhandballmeisterschaft qualifizierte. Im Zuge der Gleichschaltung wurde der WSV und die anderen regionalen Feldhandball-Verbände in Deutschland wenige Monate nach der Machtübernahme der Nationalsozialisten im Jahre 1933 aufgelöst. An deren Stelle traten anfangs 16 Handball-Gauligen, deren Sieger sich für die nun vom Nationalsozialistischen Reichsbund für Leibesübungen organisierte Deutsche Feldhandballmeisterschaft qualifizierten. Das Verbandsgebiet des WSV wurde dabei aufgeteilt, Vereine aus dem Niederrhein spielten fortan in der gleichnamigen Gauliga.
Die Feldhandball-Gauliga Niederrhein startete 1933 mit zwei Staffeln zu je acht Mannschaften. Zur kommenden Spielzeit wurde der Spielbetrieb auf eine Gruppe mit zehn Teilnehmern verkleinert. Kriegsbedingt gab es in der Spielzeit 1939/40 erneut zwei Staffeln. Insgesamt fünf Mannschaften konnten sich mindestens einmal die Gaumeisterschaft sichern. TuRa Barmen und der RSV Mülheim machten die ersten vier Meisterschaften unter sich aus. Die Ende der 1930er-Jahre erstarkte Lintforter SpV konnte sich ab 1938 vier Gaumeisterschaften in Folge sichern. Bei den Deutschen Feldhandballmeisterschaften konnte Lintfort 1939 und 1940 das Finale erreichen. Während es 1939 noch eine Niederlage gegen den Serienmeister MTSA Leipzig gab, folgte 1940 dann der Gewinn der Deutschen Meisterschaft.
Spätestens mit Kapitulation Deutschlands 1945 wurden alle bestehenden Sportvereine aufgelöst und die Gauliga hörte auf zu existieren. Erst 1948 gab es dann wieder eine überregionale Handball-Meisterschaft.

## Meister der Handball-Gauliga Niederrhein 1934–1944
| Saison  | Meister Gauliga Niederrhein | Abschneiden deutsche Meisterschaft | Deutscher Meister     |
| ------- | --------------------------- | ---------------------------------- | --------------------- |
| 1933/34 | TuRa Barmen                 | Zwischenrunde                      | Polizei SV Darmstadt  |
| 1934/35 | RSV Mülheim                 | Gruppendritter Gruppe 4            | Polizei SV Magdeburg  |
| 1935/36 | RSV Mülheim                 | Halbfinale                         | MSV Hindenburg Minden |
| 1936/37 | TuRa Barmen                 | Halbfinale                         | MTSA Leipzig          |
| 1937/38 | Lintforter SpV              | Gruppenzweiter Gruppe 3            | MTSA Leipzig          |
| 1938/39 | Lintforter SpV              | Finale                             | MTSA Leipzig          |
| 1939/40 | Lintforter SpV              | Sieger                             | Lintforter SpV        |
| 1940/41 | Lintforter SpV              | Vorrunde                           | SV Polizei Hamburg    |
| 1941/42 | Kruppsche TG Essen          | Vorrunde                           | SG OrPo Magdeburg     |
| 1942/43 | TuRa Barmen                 | keine Teilnahme                    | SG OrPo Hamburg       |
| 1943/44 | KSG Mellinghofen            | Zwischenrunde                      | SG OrPo Berlin        |

## Rekordmeister
Rekordmeister der Gauliga Niederrhein ist die Lintforter SpV, die die Meisterschaft insgesamt vier Mal gewinnen konnte.
|  | Verein             | Titel | Jahr                   |
|  | ------------------ | ----- | ---------------------- |
|  | Lintforter SpV     | 4     | 1938, 1939, 1940, 1941 |
|  | TuRa Barmen        | 3     | 1934, 1937, 1943       |
|  | RSV Mülheim        | 2     | 1935, 1936             |
|  | Kruppsche TG Essen | 1     | 1942                   |
|  | KSG Mellinghofen   | 1     | 1944                   |

## Tabellen

### 1933/34
| Pl. | Verein                    | Sp. | Tore    | Punkte |
| --- | ------------------------- | --- | ------- | ------ |
| 1.  | TuRa Barmen               | 14  | 142:630 | 24–40  |
| 2.  | Kettwiger TV 1870         | 14  | 080:490 | 22–60  |
| 3.  | RSV Mülheim               | 14  | 092:630 | 22–60  |
| 4.  | TV 1890 Stoppenberg       | 13  | 074:940 | 12–14  |
| 5.  | SV Duisburger Kupferhütte | 13  | 055:730 | 08–18  |
| 6.  | MTV Beule                 | 13  | 067:810 | 08–18  |
| 7.  | TV Essen-Ost              | 14  | 074:120 | 08–20  |
| 8.  | DJK Altendorf 09          | 11  | 026:670 | 02–20  |

| Pl. | Verein                         | Sp. | Tore   | Punkte |
| --- | ------------------------------ | --- | ------ | ------ |
| 1.  | DSC Rhenania Düsseldorf        | 14  | 92:610 | 24–40  |
| 2.  | VfB 08 Aachen                  | 14  | 85:610 | 22–60  |
| 3.  | TV Oppum 1894                  | 12  | 92:480 | 17–70  |
| 4.  | Polizei SV Düsseldorf          | 13  | 83:750 | 13–13  |
| 5.  | Alemannia Aachen               | 12  | 72:670 | 12–12  |
| 6.  | TV Vater Jahn Itter-Holthausen | 14  | 61:770 | 08–20  |
| 7.  | TG Benrath 1881                | 12  | 46:820 | 04–20  |
| 8.  | DJK Union Oberbarmen           | 11  | 40:100 | 02–20  |

| Legende |                      |
|         | Qualifikation Finale |
|         | Absteiger            |

Finale
Da beide Staffelsieger im Finale je ein Spiel gewannen und eine Addition der Ergebnisse nicht vorgesehen war, kam es im April 1934 zu einem Entscheidungsspiel in Ohligs.
|                                 | Gesamt |                                              | Hinspiel | Rückspiel | 3. Spiel |
| ------------------------------- | ------ | -------------------------------------------- | -------- | --------- | -------- |
| TuRa Barmen (Staffelsieger Ost) | 22:20  | DSC Rhenania Düsseldorf (Staffelsieger West) | 5:3      | 5:7       | 12:10    |

### 1934/35
| Pl. | Verein                    | Sp. | Tore    | Punkte |
| --- | ------------------------- | --- | ------- | ------ |
| 1.  | RSV Mülheim               | 18  | 145:880 | 30–60  |
| 2.  | TuRa Barmen (M)           | 18  | 161:940 | 29–70  |
| 3.  | SV Duisburger Kupferhütte | 17  | 112:770 | 22–12  |
| 4.  | VfB 08 Aachen             | 17  | 092:820 | 19–15  |
| 5.  | Alemannia Aachen          | 18  | 102:112 | 19–17  |
| 6.  | DSC Rhenania Düsseldorf   | 18  | 093:137 | 15–21  |
| 7.  | TV Oppum 1894             | 18  | 085:113 | 13–23  |
| 8.  | Polizei SV Düsseldorf     | 18  | 103:133 | 11–25  |
| 9.  | Kettwiger TV 1870         | 18  | 077:870 | 10–26  |
| 10. | TV 1890 Stoppenberg       | 18  | 085:123 | 10–26  |

| Legende |                                                           |
|         | Qualifikation Deutsche Feldhandball-Meisterschaft 1934/35 |
|         | Absteiger                                                 |
| (M)     | Titelverteidiger                                          |

### 1935/36
| Pl. | Verein                    | Sp.           | Tore          | Punkte        |
| --- | ------------------------- | ------------- | ------------- | ------------- |
| 1.  | RSV Mülheim (M)           | 16            | 132:660       | 30–20         |
| 2.  | BSV Solingen 98 (N)       | 15            | 081:600       | 20–10         |
| 3.  | Alemannia Aachen          | 16            | 089:820       | 20–12         |
| 4.  | Lintforter SpV (N)        | 15            | 094:850       | 16–14         |
| 5.  | TuRa Barmen               | 15            | 082:760       | 14–16         |
| 6.  | VfB 08 Aachen             | 15            | 059:550       | 14–16         |
| 7.  | SV Duisburger Kupferhütte | 16            | 061:760       | 14–18         |
| 8.  | DSC Rhenania Düsseldorf   | 16            | 069:112       | 08–24         |
| 9.  | TV Oppum 1894             | 16            | 037:920       | 04–28         |
| 10. | Polizei SV Düsseldorf     | zurückgezogen | zurückgezogen | zurückgezogen |

| Legende |                                                           |
|         | Qualifikation Deutsche Feldhandball-Meisterschaft 1935/36 |
|         | Wechsel in den Gau Mittelrhein                            |
|         | Absteiger                                                 |
| (M)     | Titelverteidiger                                          |
| (N)     | Aufsteiger                                                |

### 1936/37
| Pl. | Verein                    | Sp. | Tore    | Punkte |
| --- | ------------------------- | --- | ------- | ------ |
| 1.  | TuRa Barmen               | 18  | 149:700 | 32–40  |
| 2.  | BSV Solingen 98 (N)       | 18  | 090:580 | 27–90  |
| 3.  | RSV Mülheim (M)           | 18  | 108:710 | 26–10  |
| 4.  | TuRa 1913 Bergheim (N)    | 18  | 066:820 | 18–18  |
| 5.  | SV Duisburger Kupferhütte | 18  | 074:900 | 17–19  |
| 6.  | Lintforter SpV            | 18  | 082:850 | 16–20  |
| 7.  | TV 1890 Stoppenberg (N)   | 18  | 070:880 | 16–20  |
| 8.  | DSC Rhenania Düsseldorf   | 18  | 072:880 | 13–23  |
| 9.  | VfR Gerresheim 08 (N)     | 18  | 068:940 | 10–26  |
| 10. | Barmener SC (N)           | 18  | 054:107 | 05–31  |

| Legende |                                                           |
|         | Qualifikation Deutsche Feldhandball-Meisterschaft 1936/37 |
|         | Absteiger                                                 |
| (M)     | Titelverteidiger                                          |
| (N)     | Aufsteiger                                                |

### 1937/38
| Pl. | Verein                           | Sp. | Tore    | Punkte |
| --- | -------------------------------- | --- | ------- | ------ |
| 1.  | Lintforter SpV                   | 18  | 114:460 | 33–30  |
| 2.  | TuRa Wuppertal (M)               | 18  | 162:650 | 32–40  |
| 3.  | RSV Mülheim                      | 18  | 091:760 | 24–12  |
| 4.  | BSV Solingen 98                  | 18  | 106:960 | 18–18  |
| 5.  | SV Rot-Weiß Mülheim (N)          | 18  | 088:102 | 17–19  |
| 6.  | TuRa 1913 Bergheim               | 18  | 064:830 | 14–22  |
| 7.  | DSC Rhenania Düsseldorf          | 18  | 078:104 | 14–22  |
| 8.  | SV Duisburger Kupferhütte        | 18  | 072:110 | 14–22  |
| 9.  | TV 1890 Stoppenberg              | 18  | 077:105 | 11–25  |
| 10. | TuS 1872 Blau-Gelb Wuppertal (N) | 18  | 066:131 | 03–33  |

| Legende |                                                           |
|         | Qualifikation Deutsche Feldhandball-Meisterschaft 1937/38 |
|         | Absteiger                                                 |
| (M)     | Titelverteidiger                                          |
| (N)     | Aufsteiger                                                |

### 1938/39
| Pl. | Verein                     | Sp. | Tore    | Punkte |
| --- | -------------------------- | --- | ------- | ------ |
| 1.  | Lintforter SpV (M)         | 18  | 140:610 | 31–50  |
| 2.  | TuRa Wuppertal             | 18  | 113:740 | 24–12  |
| 3.  | RSV Mülheim                | 18  | 106:850 | 23–13  |
| 4.  | TuRU/Rhenania Düsseldorf a | 18  | 087:101 | 19–17  |
| 5.  | SV Rot-Weiß Mülheim        | 18  | 104:108 | 18–18  |
| 6.  | Kettwiger TV 1870 (N)      | 18  | 101:115 | 16–20  |
| 7.  | TuRa 1913 Bergheim         | 18  | 085:105 | 15–21  |
| 8.  | BSV Solingen 98            | 18  | 101:105 | 14–22  |
| 9.  | SpVgg Sterkrade 06/07 (N)  | 18  | 066:950 | 14–22  |
| 10. | SV Duisburger Kupferhütte  | 18  | 091:145 | 06–30  |

| Legende |                                                           |
|         | Qualifikation Deutsche Feldhandball-Meisterschaft 1938/39 |
| (M)     | Titelverteidiger                                          |
| (N)     | Aufsteiger                                                |

### 1939/40
| Pl. | Verein                     | Sp. | Tore    | Punkte |
| --- | -------------------------- | --- | ------- | ------ |
| 1.  | Lintforter SpV (M)         | 14  | 116:40  | 26–20  |
| 2.  | RSV Mülheim                | 14  | 070:59  | 17–11  |
| 3.  | SC Phönix Essen (N)        | 14  | 068:78  | 16–12  |
| 4.  | WKG Siemens Mülheim (N)    | 14  | 078:77  | 14–14  |
| 5.  | TuRa 1913 Bergheim         | 14  | 058:74  | 11–17  |
| 6.  | SpVgg Sterkrade 06/07      | 14  | 068:68  | 10–18  |
| 7.  | SV Rot-Weiß Mülheim        | 14  | 064:98  | 10–18  |
| 8.  | WKG Duisburger Kupferhütte | 14  | 070:980 | 08–20  |

| Pl. | Verein                             | Sp. | Tore  | Punkte |
| --- | ---------------------------------- | --- | ----- | ------ |
| 1.  | SG Solingen 95/98                  | 14  | 87:41 | 25–30  |
| 2.  | TuRU Düsseldorf                    | 14  | 72:49 | 20–80  |
| 3.  | Kettwiger TV 1870                  | 13  | 79:75 | 13–13  |
| 4.  | TuRa Wuppertal                     | 13  | 70:65 | 12–14  |
| 5.  | TV Vater Jahn Itter-Holthausen (N) | 14  | 71:84 | 12–16  |
| 6.  | Schwarz-Weiß Wuppertal (N)         | 12  | 51:66 | 08–16  |
| 7.  | Fortuna Düsseldorf                 | 12  | 50:79 | 06–18  |
| 8.  | TV Oppum 1894 (N)                  | 14  | 55:76 | 10–18  |

| Legende |                      |
|         | Qualifikation Finale |
|         | Absteiger            |
| (M)     | Titelverteidiger     |
| (N)     | Aufsteiger           |

Finale
|                                   | Gesamt |                                       | Hinspiel | Rückspiel |
| --------------------------------- | ------ | ------------------------------------- | -------- | --------- |
| Lintforter SpV (Sieger Staffel I) | 14:3   | SG Solingen 95/98 (Sieger Staffel II) | 10:2     | 4:1       |

### 1940/41
| Pl. | Verein                | Sp. | Tore    | Punkte |
| --- | --------------------- | --- | ------- | ------ |
| 1.  | Lintforter SpV (M)    | 12  | 091:25  | 21–3   |
| 2.  | SpVgg Sterkrade 06/07 | 14  | 0100:82 | 19–9   |
| 3.  | Kruppsche TG Essen    | 13  | 079:68  | 18–8   |
| 4.  | WKG Siemens Mülheim   | 13  | 097:90  | 14–12  |
| 5.  | RSV Mülheim           | 14  | 072:88  | 11–17  |
| 6.  | TuRa 1913 Bergheim    | 14  | 065:88  | 09–19  |
| 7.  | SV Rot-Weiß Mülheim   | 14  | 082:121 | 08–20  |
| 8.  | SC Phönix Essen (N)   | 14  | 088:106 | 08–20  |

| Pl. | Verein                         | Sp. | Tore  | Punkte |
| --- | ------------------------------ | --- | ----- | ------ |
| 1.  | SG Solingen 95/98              | 14  | 90:64 | 18-10  |
| 2.  | TV Vater Jahn Itter-Holthausen | 14  | 64:59 | 16-12  |
| 3.  | Schwarz-Weiß Wuppertal         | 14  | 62:77 | 16-12  |
| 4.  | Fortuna Düsseldorf             | 14  | 77:72 | 15-13  |
| 5.  | TuRa Wuppertal                 | 13  | 78:73 | 13-13  |
| 6.  | Kettwiger TV 1870              | 14  | 58:65 | 13-15  |
| 7.  | TuRU Düsseldorf                | 13  | 75:63 | 11-15  |
| 8.  | TV Geistenbeck (N)             | 14  | 67:97 | 8-20   |

Ob die Begegnungen Lintfort – WKG Mülheim, Krupp Essen – Lintfort und Wuppertal – TuRU noch ausgetragen wurden, ist nicht bekannt.
Finale
|                                   | Gesamt |                                       | Hinspiel | Rückspiel !!3. Spiel |      |
| --------------------------------- | ------ | ------------------------------------- | -------- | -------------------- | ---- |
| Lintforter SpV (Sieger Staffel I) | 19:10  | SG Solingen 95/98 (Sieger Staffel II) | 2:2      | 6:6                  | 11:2 |

### 1941/42
Bisher lediglich Staffel I überliefert.
| Pl. | Verein                | Sp. | Tore | Punkte |
| --- | --------------------- | --- | ---- | ------ |
| 1.  | Kruppsche TG Essen    | 16  |      | 28-40  |
| 2.  | TV Goldenberg (N)     | 16  |      | 21-11  |
| 3.  | SC Phönix Essen       | 16  |      | 19-13  |
| 4.  | Krupp Rheinhausen (N) | 16  |      | 18-14  |
| 5.  | Lintforter SpV (M)    | 15  |      | 16-14  |
| 6.  | RSV Mülheim           | 15  |      | 12-18  |
| 7.  | Kettwiger TV 1870     | 16  |      | 12-20  |
| 8.  | TuRa 1913 Bergheim    | 15  |      | 09-21  |
| 9.  | WKG Siemens Mülheim   | 16  |      | 04-28  |

| Pl. | Verein | Sp. | Tore | Punkte |
| --- | ------ | --- | ---- | ------ |
| 1.  |        |     |      |        |
| 2.  |        |     |      |        |
| 3.  |        |     |      |        |
| 4.  |        |     |      |        |
| 5.  |        |     |      |        |
| 6.  |        |     |      |        |
| 7.  |        |     |      |        |
| 8.  |        |     |      |        |
| 9.  |        |     |      |        |

### 1942/43 - 1943/44
Abschlusstabellen der einzelnen Gauligaspielzeiten sind derzeit nicht überliefert.